# Francisco Ribera de Villacastín
Francisco Ribera de Villacastín (Villacastín 1537 - Salamanca 1591) fue un sacerdote jesuita español, conocido como «El Padre Ribera». 
Doctor en Teología, confesor y  biógrafo de Santa Teresa de Jesús, de la que escribió:

Era de muy buena estatura, y en su mocedad hermosa, y aun después de vieja parecía harto bien: el cuerpo abultado y muy blanco, el rostro redondo y lleno, de buen tamaño y proporción; la tez color blanca y encarnada, y cuando estaba en oración se le encendía y se ponía hermosísima, todo él limpio y apacible; el cabello, negro y crespo, y frente ancha, igual y hermosa; las cejas de un color rubio que tiraba algo a negro, grandes y algo gruesas, no muy en arco, sino algo llanas; los ojos negros y redondos y un poco carnosos; no grandes, pero muy bien puestos, vivos y graciosos, que en riéndose se reían todos y mostraban alegría, y por otra parte muy graves, cuando ella quería mostrar en el rostro gravedad; la nariz pequeña y no muy levantada de en medio, tenía la punta redonda y un poco inclinada para abajo; las ventanas de ella arqueadas y pequeñas; la boca ni grande ni pequeña; el labio de arriba delgado y derecho; y el de abajo grueso y un poco caído, de muy buena gracia y color; los dientes muy buenos; la barba bien hecha; las orejas ni chicas ni grandes; la garganta ancha y no alta, sino antes metida un poco; las manos pequeñas y muy lindas. En la cara tenía tres lunares pequeños al lado izquierdo, que le daban mucha gracia, uno más abajo de la mitad de la nariz, otro entre la nariz y la boca, y el tercero debajo de la boca. Toda junta parecía muy bien y de muy buen aire en el andar, y era tan amable y apacible, que a todas las personas que la miraban comúnmente aplacía mucho.

Realizó una interpretación profética del libro de la Revelación o Apocalipsis, en la que se mezclan milenarismo con historia y profecía, según la cual el anticristo reinará durante los últimos tres años y medio de nuestra Era.

## Obra literaria
- Francisci Riberae Villacastinensis: De Templo et de ijs quae ad templum pertinent, Amberes, 1593
- Francisco de Ribera S.J.: La vida de la Madre Teresa de Iesús, fundadora de las Descalças y Descalços Carmelitas, Salamanca, 1590

- Datos: Q953184